# Ružica Soldo
Ružica Soldo (Dobrkovići, Široki Brijeg, 27. veljače 1956.), hrvatska je pjesnikinja iz BiH.
Profesorica engleskog jezika i književnosti u Širokom Brijegu, diplomirana novinarka, magistrica ekološkog managementa
Djela: Penelopin plač (pjesme, 1986.), Svjetlost krijesnica (pjesme, 1990.), Raspeto sunce (pjesme, 1994.). Ljubičasti sutoni, (pjesme, Š.Brijeg, 2000), Sanjar, (pjesme, Zagreb, 2002.), nagrada A.B. Šimić, Čuvar šutnje, (pjesme, Š.Brijeg, 2003.), Dodir andjela (pjesme, Rijeka 2005.),Violina u kišnom danu (pjesme,Mostar-Zagreb 2008.), Otisci duše (haiku, Š.Brijeg. 2013.) A kiša samo što nije (pjesme, Zagreb-Mostar 2013.)